# Eugène Lecrosnier
Eugène Lecrosnier, né le 20 avril 1923 à Maupertuis et mort le 15 octobre 2013 à Coutances, est un évêque catholique français, évêque du diocèse de Belfort-Montbéliard de 1979 à 2000.

## Repères biographiques
Eugène Lecrosnier a été ordonné prêtre le 20 décembre 1947.
Nommé évêque auxiliaire du diocèse de Chambéry avec le titre d'évêque in partibus de San Leone (de) le 21 avril 1969, il a été consacré le 21 juin suivant par André Bontems assisté du cardinal Louis Guyot et de Joseph Wicquart.
Le 3 novembre 1979, il devient le premier évêque du diocèse de Belfort-Montbéliard. Il se retire de cette charge pour raison d'âge le 1er mars 2000.
Il se retire dans son département natal où il meurt en 2013 à l'âge de 90 ans. Il est inhumé dans le cimetière de son village natal de Maupertuis.